# Црна Гора на Песми Евровизије
Црна Гора учествује на Песми Евровизије од 2007. године када је по први пут дебитовала као самостална земља. Први црногорски представник на овом фестивалу био је Стеван Феди који је наступио на 52. издању у Хелсинкију са песмом Хајде крочи. Пре тога црногорски певачи такмичили су се под заставама Југославије (од 1961. до 1991) и Србије и Црне Горе (од 2004. до 2006). Црногорски јавни емитер делегирао је југословенске представнике за фестивале 1983. и 1984, односно представника Државне Заједнице Србије и Црне Горе за такмичење 2005. године.
Најбољи резултат је остварио Кнез, који је у Бечу 2015. са песмом Адио заузео 13. место у финалу са 45 освојених поена.
Црногорске представнике на Песми Евровизије делегира јавни емитер те земље Радио Телевизија Црне Горе која је и пуноправни члан Европске радиодифузне уније (ЕБУ).

## Учесници
| Година    | Извођач(и)       | Језик            | Песма             | Финале            | Поени             | Полуфинале       | Поени            |
| --------- | ---------------- | ---------------- | ----------------- | ----------------- | ----------------- | ---------------- | ---------------- |
| 2007      | Стеван Феди      | црногорски       | Ајде крочи        | Нису се пласирали | Нису се пласирали | 22.              | 33               |
| 2008      | Стефан Филиповић | црногорски       | Заувијек волим те | Нису се пласирали | Нису се пласирали | 14.              | 23               |
| 2009      | Андреа Демировић | енглески         |                   | Нису се пласирали | Нису се пласирали | 11.              | 44               |
| 2010–2011 | Није учествовала | Није учествовала | Није учествовала  | Није учествовала  | Није учествовала  | Није учествовала | Није учествовала |
| 2012      | Рамбо Амадеус    | енглески         | Еуро неуро        | Нису се пласирали | Нису се пласирали | 15.              | 20               |
| 2013      |                  | црногорски       | Игранка           | Нису се пласирали | Нису се пласирали | 12.              | 41               |
| 2014      | Сергеј Ћетковић  | српски           | Мој свијет        | 19.               | 37                | 7.               | 63               |
| 2015      | Кнез             | српски           | Адио              | 13.               | 44                | 9.               | 57               |
| 2016      |                  | енглески         |                   | Нису се пласирали | Нису се пласирали | 13.              | 60               |
| 2017      | Славко Калезић   | енглески         |                   | Нису се пласирали | Нису се пласирали | 16.              | 56               |
| 2018      | Вања Радовановић | црногорски       | Иње               | Нису се пласирали | Нису се пласирали | 16.              | 40               |
| 2019      | Д-мол            | енглески         | Heaven            | Нису се пласирали | Нису се пласирали | 16.              | 46               |
| 2020–2021 | Није учествовала | Није учествовала | Није учествовала  | Није учествовала  | Није учествовала  | Није учествовала | Није учествовала |
| 2022      | Владана Вучинић  | енглески         | Breathe           | Нису се пласирали | Нису се пласирали | 17.              | 33               |
| 2023–2024 | Није учествовала | Није учествовала | Није учествовала  | Није учествовала  | Није учествовала  | Није учествовала | Није учествовала |
| 2025      | Нина Жижић       | црногорски       | Добродошли        | Нису се пласирали | Нису се пласирали | 16.              | 12               |
| 2026      |                  |                  |                   |                   |                   |                  |                  |

### Учесници за Југославију
Тадашња Радио Телевизија Титоград делегирала је своје представнике за југословенски национални избор Југовизију у периоду између 1971. и 1992. године. У то време РТ Титоград је побеђивала на националном избору у два наврата (1983. и 1984). Данијел Поповић је са песмом Џули 1983. освојио 4. место и тако изједначио најбољи пласман Југославије који је још 1962. поставила Лола Новаковић. РТ Титоград је делегирала и наредног учесника за Југославију, али је дует Изолда Баруџија и Владо Калембер са песмом Ћао аморе оствари најлошији пласман у дотадашњој југословенској евровизијској историји (18. место са свега 26 бодова). Лошији пласман за Југославију остварила је једино српска певачица Беби Дол у Риму 1991. године (претпоследње 21. место и само 1 бод).
| Година | Извођач(и)                       | Језик          | Песма     | Финале | Поени |
| ------ | -------------------------------- | -------------- | --------- | ------ | ----- |
| 1983.  | Данијел Поповић                  | српскохрватски | Џули      | 4.     | 125   |
| 1984.  | Изолда Баруџија & Владо Калембер | српскохрватски | Ћао аморе | 18.    | 26    |

### Учесници за Србију и Црну Гору
Државна заједница Србија и Црна Гора учествовала је на Песми Евровизије у два наврата, 2005. и 2006. године. Представник се бирао путем националног фестивала Европесма-Еуропјесма. Фестивал се 2005. одржао у Подгорици, у студију РТЦГ, а на њему је победио црногорски бој бенд Но нејм са песмом Заувијек моја. Група је на Евровизији 2005. одржаној у Кијеву освојила 7. место са укупно 137 освојених бодова. И на наредном националном избору група Но нејм осваја прво место, овај пут са песмом Моја љубави, али СЦГ ипак није учествовала на Евровизији у Атини 2006. због малверзација са гласовима црногорског жирија на тој Европ(ј)есми.
| Година | Извођач(и) | Језик      | Песма         | Финале                       | Поени                        | Полуфинале                   | Поени                        |
| ------ | ---------- | ---------- | ------------- | ---------------------------- | ---------------------------- | ---------------------------- | ---------------------------- |
| 2005.  | Но нејм    | црногорски | Заувијек моја | 7.                           | 137                          | Директан пласман у финале    | Директан пласман у финале    |
| 2006.  | Но нејм    | црногорски | Моја љубави   | СЦГ је одустала од такмичења | СЦГ је одустала од такмичења | СЦГ је одустала од такмичења | СЦГ је одустала од такмичења |

## Историја гласања
Закључно са Песмом Евровизије 2015. Црна Гора је добијала и делила поене на следећи начин:
| Црногорски поени додељени у финалима | Црногорски поени додељени у финалима | Црногорски поени додељени у финалима |
| #                                    | Земља                                | Бод.                                 |
| ------------------------------------ | ------------------------------------ | ------------------------------------ |
| 1.                                   | Србија                               | 48                                   |
| 2.                                   | Босна и Херцеговина                  | 35                                   |
| 3.                                   | Албанија                             | 34                                   |
| 4.                                   | Русија                               | 32                                   |
| 5.                                   | Азербејџан                           | 31                                   |

| Највише освојених поена у финалима | Највише освојених поена у финалима | Највише освојених поена у финалима |
| #                                  | Земља                              | Бод.                               |
| ---------------------------------- | ---------------------------------- | ---------------------------------- |
| 1.                                 | Јерменија                          | 20                                 |
| 2.                                 | Словенија                          | 17                                 |
| 3.                                 | Република Македонија               | 16                                 |
| 4.                                 | Србија                             | 12                                 |
| 4.                                 | Албанија                           | 12                                 |

| Црногорски поени додељени у финалима и полуфиналима | Црногорски поени додељени у финалима и полуфиналима | Црногорски поени додељени у финалима и полуфиналима |
| #                                                   | Земља                                               | Бод.                                                |
| --------------------------------------------------- | --------------------------------------------------- | --------------------------------------------------- |
| 1.                                                  | Србија                                              | 70                                                  |
| 2.                                                  | Албанија                                            | 64                                                  |
| 3.                                                  | Босна и Херцеговина                                 | 59                                                  |
| 4.                                                  | Русија                                              | 59                                                  |
| 5.                                                  | Република Македонија                                | 38                                                  |

| Освојени поени у финалима и полуфиналима | Освојени поени у финалима и полуфиналима | Освојени поени у финалима и полуфиналима |
| #                                        | Земља                                    | Бод.                                     |
| ---------------------------------------- | ---------------------------------------- | ---------------------------------------- |
| 1.                                       | Албанија                                 | 43                                       |
| 2.                                       | Словенија                                | 42                                       |
| 3.                                       | Јерменија                                | 33                                       |
| 4.                                       | Србија                                   | 32                                       |
| 5.                                       | Република Македонија                     | 27                                       |